# The Nature of Evil
The Nature of Evil è un album del gruppo musicale heavy metal tedesco Sinner, pubblicato nel 1998 dall'etichetta discografica Nuclear Blast.

## Il disco
Si tratta della prima uscita della band ad essere stata direttamente realizzata con la Nuclear Blast poiché Judgement Day, uscito un anno prima, era stato soltanto ristampato dall'etichetta tedesca. Il disco continua il percorso intrapreso con il precedente, che aveva indirizzato la musica del gruppo verso sonorità maggiormente aggressive (la canzone Devil's River è considerata la più pesante dell'intera discografia), e contiene la cover di The Sun Goes Down dei Thin Lizzy e la canzone A Question of Honour che vede come ospite il cantante dei Primal Fear Ralf Scheepers. Questo è anche uno dei loro dischi di maggior successo, essendo arrivato al sessantatreesimo posto nella classifica nazionale tedesca.
L'album era uscito anche in edizione limitata in doppio CD, con il secondo disco contenente solo tre tracce bonus. Nel 2009 è stato ristampato in versione rimasterizzata in digipack, con tiratura di 2000 copie, dalla Metal Mind Productions; questa edizione contiene anche i brani aggiuntivi del doppio CD.

## Tracce
Testi e musiche di Sinner, Naumann eccetto dove indicato.
1. Devil`S River – 5:20
2. A Question Of Honour – 7:17
3. Justice From Hell – 4:52
4. The Nature Of Evil – 7:32 (Sinner, Beyrodt)
5. Some Truth (Has Better Left Unknown) – 3:58 (Sinner)
6. Darksoul – 7:21
7. Faith And Conviction – 3:38
8. Rising – 2:25 (musica: Sinner, Beyrodt, Rössler) – (strumentale)
9. Walk On The Dark Side – 4:33 (Sinner, Beyrodt)
10. Trust No One – 3:10 (Sinner)
11. The Sun Goes Down (cover dei Thin Lizzy) – 6:11

Tracce bonus 2CD e Metal Mind
1. Calm Before The Storm – 3:30 (Sinner)
2. Searching For Love – 4:40 (Sinner)
3. Twisted Mind – 3:36 (Sinner, Beyrodt)

## Formazione
- Mat Sinner - voce, basso
- Tom Naumann - chitarra
- Alex Beyrodt - chitarra
- Fritz Randow - batteria
- Frank Rössler - tastiere